# Sønder Broby Sogn
Sønder Broby Sogn er et sogn i Fåborg Provsti (Fyens Stift).
I 1800-tallet var Sønder Broby Sogn et selvstændigt pastorat. Det hørte til Sallinge Herred i Svendborg Amt. Sønder Broby sognekommune blev ved kommunalreformen i 1970 indlemmet i Broby Kommune, der ved strukturreformen i 2007 indgik i Faaborg-Midtfyn Kommune.
I Sønder Broby Sogn ligger Sønder Broby Kirke.
I sognet findes følgende autoriserede stednavne:
- Allerup (bebyggelse, ejerlav)
- Alleruphave (bebyggelse)
- Brobygård (ejerlav, landbrugsejendom)
- Brobyskov (bebyggelse)
- Brobyværk (bebyggelse)
- Husmandsgyden (bebyggelse)
- Overlundshuse (bebyggelse)
- Sønder Broby (bebyggelse, ejerlav)
- Tørringe (bebyggelse, ejerlav)
- Ølsted (bebyggelse, ejerlav)